# Kaiba
Kaiba (カイバ?) es un anime dirigido por Masaaki Yuasa y animado por Madhouse. Su emisión original, fue por el canal japonés de pago WOWOW del 10 de abril al 24 de julio de 2008. La serie fue descrita por sus creadores como una historia de amor en ciencia ficción.
La serie recibió el Premio de excelencia a la animación de 2008 por Japan Media Arts Festival.

## Historia
La historia transcurre en un universo ficticio, donde la muerte de un ser ya no supone «la muerte», ya que los recuerdos se almacenan en un banco de datos y se puede ir transfiriendo entre distintos cuerpos. Debido a este avance, ha surgido un «mercado de la memoria», donde se trafica con cuerpos o recuerdos robados; o simplemente modifican las memorias.
En el cielo se encuentran nubes turbulentas y tormentas eléctricas, las cuales borran la memoria a quien intente atravesar. Esta cortina sirve para separar a la sociedad. Por encima viven los ricos, donde el intercambio de cuerpos y recuerdos es para su deleite y su longevidad. En cambio, por debajo yace mundo peligroso y atribulado donde viven los pobres, en el cual los cuerpos son difíciles de adquirir y el dinero es escaso.
La serie comienza con Kaiba despertando en una habitación derruida, sin recuerdos, salvo una borrosa figura femenina. Tras ser atacado, Kaiba se escapa hacia el espacio, y durante sus viajes se reúne con todo tipo de personas y recupera sus recuerdos. A lo largo de su viaje, sigue siendo perturbado por los problemas del mundo, así como por su propia existencia.

## Personajes

### Personajes principales
Kaiba (カイバ Kaiba?) o Warp (ワープ Wāpu?)
 Seiyū: Houko Kuwashima
Kaiba es el protagonista de la historia. Es un chico de pelo rubio y ojos azules. Tiene un agujero en el pecho y unas extrañas marcas en el abdomen. Posee un collar en el cual se encuentra la foto borrosa de una mujer. Despierta en una habitación sin recordar absolutamente nada. Es atacado por una especie de "monstruos" o "máquinas" que tratan de robarle su cuerpo, aunque es salvado por una especie de avestruz. Ya a salvo, Popo le ayuda a que salga del planeta y le da un nombre falso, Warp.
Neiro (ネイロ Neiro?)
 Seiyū: Mamiko Noto
Neiro es una joven chica, que viste de naranja. Trabaja como terrorista en una organización, Issoudan, los cuales quieren que los ricos dejen de jugar con los cuerpos y recuerdos de la gente. Durante la trama, se revela que tiene alguna relación con interés amoroso,Kaiba.
Popo (ポポ Popo?)
 Seiyū: Romi Park
Popo es un chico con un tupe, y la primera persona en encontrarse a Kaiba tras su despertar. También es quien convence a Kaiba de dejar el planeta por su seguridad y le cambia su nombre por el de Warp. Popo es la cara de la organización Issoudan, quien dirige y atrae más gente a su causa.

### Personajes secundarios
Dada-sama
Dada-sama es el líder de la organización Issoudan, y nunca se deja ver, solamente se conoce su voz. Su representante es Popo.
Vanilla (バニラ Banira?)
 Seiyū: Hisao Egawa
Vanilla es un terco policía, que está a cargo del barco Neuron, el cual viaja Kaiba en él. Cumple la ley por encima de todo, y tiene debilidad por las mujeres bellas. Con el cuerpo de Chroniko, Kaiba enamora a Vanilla, dejándolo viajar con él, protegiéndola de cualquier peligro que causa en su muerte del sacrificio.
Kaba (カバ Kaba?)
Kaba es una especie de muñeco con forma de hipopótamo blanco. Durante su estancia en el barco Neuron, el chip de memoria de Kaiba es introducido en este, para que pase desapercibido en el equipaje.
Chroniko (クロニコ Kuroniko?)
 Seiyū: Chiwa Saito
Chroniko es una niña que vive en un planeta pobre, y para ayudar a su madrastra (madre adoptiva), vende su cuerpo, pensando que su memoria sería guardada. Pero no es así, ya que fue vendida a contrabandista de cuerpos, aunque deben dejar el cuerpo escondido para que no les pillen los policías. En estos instante, Kaiba se apropia de su cuerpo y viaja con él durante un tiempo y después de su muerte por sacrificio,ella nunca volverá a ver a su madre y sus hermanos adoptivos lo que lo siente de perder la memoria.
Hyo-Hyo (ひょーひょー Hyōhyō?)
 Seiyū: Wasabi Mizuta
Hyo-Hyo es una pequeña criatura voladora, que viaja con Kaiba desde que está a bordo del barco Neuron. Siempre está junto a él, y aunque no puede hablar, intenta ayudar en todo lo que puede.

## Tecnología
El universo donde transcurre la historia está repleto de elementos de ciencia ficción, con una tecnología muy avanzada, siendo un elemento importante de la trama.
Chip de memoria
Son como unos pequeños tornillos dorados, que se enrosca en la cabeza del cuerpo, y es allí donde se almacena todo los recuerdos del ser.
Tanque de memoria
Cuando una persona muere, su memoria queda libre en el aire en forma de una nube naranjada. En algunos planetas, se dedican a absorber estas nubes y almacenarla en grandes tanques, para fines de recerca.
Lectores de memoria
Este lector, abren portales de las personas que reciben su disparo a su memoria, permitiendo al causante, entrar en ella para averiguar sus recuerdos e incluso modificarlos. Si una persona se le cierra el portal, muere instantáneamente.
Cuerpos artificiales
En un mundo como tal, existe cuerpos artificiales, los cuales no envejecen y no necesita alimentarse ni respirar para seguir vivos. Entre la gente de poder, es uno de sus vicios obtener cuerpos como este. Incluso hay gente famosa por realizar tales cuerpos.
Armas
El arma más vista en esta serie, es una especie de pistola dorada, la cual tiene el mango por detrás, y dispara bolas láser que desintegran al contacto. Vanilla lleva una de estas.

## Contenido de la obra
Kaiba fue desarrollada por Madhouse y dirigida por Masaaki Yuasa. Su transmisión original fue por el canal japonés WOWOW del 10 de abril al 24 de julio de 2008, constando de 12 episodios.

### Episodios
Kaiba consta de 12 episodios:
1. Nombre Warp
2. Polizones
3. Las botas de Chroniko
4. La habitación de los recuerdos de la anciana
5. Abipa, el planeta utópico
6. La mujer fornida
7. El hombre que ya no está en los recuerdos
8. Disfraz
9. ¡Acaba con Warp!
10. Kaiba
11. Ventilador girando
12. Toda la gente en las nubes

### Banda sonora
- Opening:

"Never"
Interpretación: Seira Kagami
- Ending:

"'Carry Me Away"
Interpretación: Seira Kagami